# Taśmy prawdy (film)
Taśmy prawdy (film znany także jako Taśmy skoku Andersona) – amerykański film kryminalny z 1971 roku w reżyserii Sidneya Lumeta, na podstawie powieści Lawrence’a Sandersa.

## Główne role
- Sean Connery jako John Anderson
- Dyan Cannon jako Ingrid
- John Call jako O’Leary
- Max Showalter jako Bingham
- Paul Benjamin jako Jimmy